# I. e. 35
Évszázadok: i. e. 2. század – i. e. 1. század – 1. század
Évtizedek: i. e. 80-as évek – i. e. 70-es évek – i. e. 60-as évek – i. e. 50-es évek – i. e. 40-es évek – i. e. 30-as évek – i. e. 20-as évek – i. e. 10-es évek – i. e. 1-es évek – 1-es évek – 10-es évek
Évek: i. e. 40 – i. e. 39 – i. e. 38 – i. e. 37 –  i. e. 36 – i. e. 35 – i. e. 34 – i. e. 33 – i. e. 32 – i. e. 31 – i. e. 30

## Események

### Róma
- Lucius Cornificiust és Sextus Pompeiust (a szicíliai Sextus Pompeius másodunokatestvére) választják consulnak.
- Octavianus hadjáratot indít az illír iapydes törzs ellen, akik az előző évben az észak-adriai városokat fosztogatták és elpusztították Polát. Elfoglalja fővárosukat, meghódoltatja őket és megalapítja Illyricum római provinciát. Ezt követően az illír pannonokat támadja meg; ostrommal elfoglalja a segestani törzs Száva-menti fővárosát, Segestumot. Ezt követően visszatér Rómába. A hadjárat sorén kétszer is megsebesül.
- A flotta parancsnoka, Marcus Vipsanius Agrippa a dalmát kalózok fészkeit számolja fel.
- A Leszboszra menekült Sextus Pompeius új flottát és hadsereget szervez és követeket küld Marcus Antoniushoz egy szövetség megkötéséről. Antonius Marcus Titius vezetésével sereget küld ellene. Pompeius ellenállás nélkül elfoglalja Lampsacust, Nicaeát és Nicomediát, de árulás révén elfogják és Titius Miletusban kivégezteti.
- Marcus Antonius maga elé rendeli Heródest sógora, III. Arisztobulosz meggyilkolása miatt, de a júdeai király gazdag ajándékainak köszönhetően végül elbocsátja.

## Halálozások
- Sextus Pompeius, római politikus

## Fordítás
- Ez a szócikk részben vagy egészben  a(z)   35 BC című angol Wikipédia-szócikk ezen változatának fordításán alapul.  Az eredeti cikk szerkesztőit annak laptörténete sorolja fel. Ez a jelzés csupán a megfogalmazás eredetét és a szerzői jogokat jelzi, nem szolgál a cikkben szereplő információk forrásmegjelöléseként.